# Championnats d'Afrique de marche
Les Championnats d'Afrique de marche sont une ancienne compétition d'athlétisme créée en 1999.

## Éditions
| N° | Année | Ville hôte                  |
| -- | ----- | --------------------------- |
| 1  | 1999  | Boumerdès ( Algérie)        |
| 2  | 2005  | Tunis ( Tunisie)            |
| 3  | 2009  | Radès ( Tunisie)            |
| 4  | 2013  | Belle Vue Maurel ( Maurice) |

## Médaillés

### 20 kilomètres hommes
| Année | Or                    | Or                | Argent                | Argent            | Bronze                | Bronze           |
| ----- | --------------------- | ----------------- | --------------------- | ----------------- | --------------------- | ---------------- |
| 1999  | Hatem Ghoula (TUN)    | 1 h 28 min 12 s   | Moussa Aouanouk (ALG) | 1 h 31 min 44 s   | Merzak Abbès (ALG)    | 1 h 32 min 42 s  |
| 2005  | Hatem Ghoula (TUN)    | 1 h 29 min 28 s   | Moussa Aouanouk (ALG) | 1 h 30 min 1 s    | Hassanine Sebei (TUN) | 1 h 32 min 31 s  |
| 2009  | Hassanine Sebei (TUN) | 1 h 24 min 15 s 5 | Hichem Medjeber (ALG) | 1 h 24 min 50 s 3 | Ali Amrouch (ALG)     | 1 h 25 min 2 s 6 |
| 2013  | Lebogang Shange (RSA) | 1 h 28 min 31 s   | Hassanine Sebei (TUN) | 1 h 28 min 40 s   | Hichem Medjber (ALG)  | 1 h 32 min 26 s  |
| 2017  | Hassanine Sebei (TUN) | 1 h 22 min 54 s   | Hatem Ghoula (TUN)    | 1 h 25 min 54 s   | Aymene Sabri (ALG)    | 1 h 26 min 0 s   |

### 10 kilomètres hommes - juniors
| Année | Or                          | Or            | Argent              | Argent        | Bronze                  | Bronze       |
| ----- | --------------------------- | ------------- | ------------------- | ------------- | ----------------------- | ------------ |
| 2009  | Mohamed Fetah Meddour (ALG) | 45 min 37 s 6 | Hedi Bougatfa (TUN) | 45 min 57 s 1 | Houcem Abdellaoui (ALG) | 46 min 1 s 3 |

### 10 kilomètres femmes
| Année | Or                  | Or          | Argent               | Argent      | Bronze             | Bronze      |
| ----- | ------------------- | ----------- | -------------------- | ----------- | ------------------ | ----------- |
| 1999  | Bahia Boussad (ALG) | 51 min 36 s | Dounia Mimouni (ALG) | 52 min 32 s | Wafa Mouelhi (TUN) | 52 min 40 s |

### 20 kilomètres femmes
| Année | Or                    | Or                | Argent               | Argent            | Bronze                           | Bronze            |
| ----- | --------------------- | ----------------- | -------------------- | ----------------- | -------------------------------- | ----------------- |
| 2005  | Bahia Boussad (ALG)   | 1 h 47 min 1 s    | Rahma Mahmoudi (TUN) | 1 h 48 min 11 s   | Nicolene Cronje (RSA)            | 1 h 49 min 54 s   |
| 2009  | Chaima Trabelsi (TUN) | 1 h 37 min 43 s 4 | Olfa Lafi (TUN)      | 1 h 37 min 58 s 2 | Aynalem Bekashign Meshesha (ETH) | 1 h 42 min 28 s 1 |
| 2017  | Chahinez Nasri (TUN)  | 1 h 36 min 59 s   | Ameni Manai (TUN)    | 1 h 40 min 50 s   | Bariza Ghezelani (ALG)           | 1 h 42 min 55 s   |

### 10 kilomètres femmes - juniors
| Année | Or               | Or            | Argent                | Argent        | Bronze                                    | Bronze       |
| ----- | ---------------- | ------------- | --------------------- | ------------- | ----------------------------------------- | ------------ |
| 2009  | Olfa Hamdi (TUN) | 50 min 19 s 8 | Sabrine Sellimi (TUN) | 52 min 19 s 9 | Jihad Adel Mohamed El Sayed Meshref (EGY) | 55 min 5 s 0 |